# Elizabeth Hand

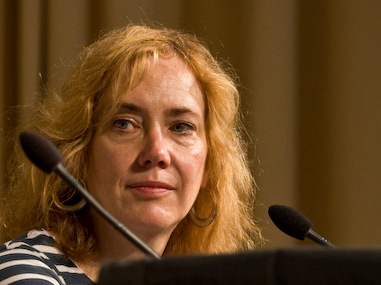
Elizabeth Hand auf der Finncon 2007 in Jyväskylä, Finnland

Elizabeth Hand (* 29. März 1957 in Yonkers, New York) ist eine US-amerikanische Science-Fiction- und Fantasy-Autorin.

## Biografie
Hand wuchs in Yonkers und Pound Ridge, New York auf. Sie studierte Theaterwissenschaften und Anthropologie an der Catholic University of America. Ab 1988 lebte sie an der Küste Maines. Diese Gegend wurde anschließend die Kulisse vieler ihrer Geschichten. Inzwischen lebt sie in Lincolnville. Ebenso lebte sie zeitweise in Camden Town, London, und auch hier spielen ihre Werke Mortal Love und Cleopatra Brimstone.
1988 erschien ihre erste Geschichte Prince of Flowers im Magazin Twilight Zone. Ihr erster Roman Winterlong folgte dann 1990. Gemeinsam mit Paul Witcover entwarf sie 1993 für DC Comics die Serie Anima und war im Folgenden auch eine der Autoren der Serie.
Ebenso schrieb sie Spin-Offs zu Kinofilmen und Fernsehserien, wie Star Wars Tie-in Romanen und Bücher zu Filmen wie Akte X – Der Film und 12 Monkeys. Sie steuerte einen Bride of Frankenstein-Roman zu der Serie von klassischen Film-Monster-Romanen, die von Dark Horse Comics verlegt werden.
Ein Thema von Hand in der Winterlong-Saga ist die unbarmherzige Ausbeutung von Tier- und Pflanzenarten, um das zu erschaffen, was sie „Genesklaven“ nennt. Ein Beispiel ist ein dreihundert Jahre alter rekonstruierter Basilosaurus mit dem Namen Zalopus; die „Aardmen“, Hybriden aus Hund und Mensch; Hydrapithecene, Mensch-Fisch- oder Mensch-Tintenfisch-Hybriden, die etwas an Davy Jones aus der Filmreihe Fluch der Karibik erinnern und Sagittale, Pusteln, die gentechnisch verändert wurden, um als Armband getragen zu werden, und, wenn sich ihr Wirt bedroht oder aufgeregt fühlt, eine Wirbelsäule mit einem tödlichen Neurotoxin extrudieren.

## Auszeichnungen
- 1994: James Tiptree, Jr. Award, Waking the Moon.
- 1994: Mythopoeic Award, Walking on the Moon.
- 1995: World Fantasy Award, Last Summer at Mars Hill.
- 1996: Nebula Award, Last Summer at Mars Hill.
- 2004: World Fantasy Award, Bibliomancy[3]
- 2007: Nebula Award, Echo.
- 2008: Shirley Jackson Award, Generation Loss.
- 2008: World Fantasy Award, Illyria.[4]
- 2011: World Fantasy Award, The Maiden Flight of McCauley's Bellerophon.

## Werke (Auswahl)

### Romane
- Winterlong. 1988.
- Aestival Tide. 1992.
- Icarus Descending. 1993.
- Waking the Moon. 1994.
  - Die Mondgöttin erwacht, dt. von Norbert Stöbe; Heyne Verlag, München 1996, ISBN 3-453-11930-4.
- Glimmering. 1997.
- Black Light. 1999.
- Chip Crockett's Christmas Carol. 2000.
- Cleopatra Brimstone. 2002.
- The Least Trumps. 2003.
- Mortal Love. 2004.
- Chip Crockett's Christmas Carol. 2006.
- Illyria. 2006.
- Generation Loss. 2007.
  - Dem Tod so nah, dt. von Angela Koonen; Bastei Lübbe, Köln 2015, ISBN 978-3-404-17246-7.
- The Bride of Frankenstein. 2007.
- Available Dark. 2012.
  - Was im Dunkeln lauert, dt. von Angela Koonen; Bastei Lübbe, Köln 2016, ISBN 978-3-404-17398-3.
- Radiant Days. 2012.
- Wylding Hall. 2015.
- Hard Light. 2016.
- Curious Toys. 2019.
- The Book of Lamps and Banners. 2020.
- Hokuloa Road. 2022.
- A Haunting on the Hill. 2023.
  - Die Geheimnisse von Hill House, dt. von Tobias Schnettler; Goldmann, München 2024, ISBN 978-3-442-49586-3.

### Storysammlungen
- Last Summer at Mars Hill. 1998.
- Bibliomancy. 2003.
- Saffron and Brimstone: Strange Stories. 2006.
- Errantry. 2012.

### Kurzgeschichten
- Jangletown. 1990. (mit Paul Witcover)
- Lucifer Over Lancaster. 1993. (mit Paul Witcover)
- The Erl-King. 1994.

### Star Wars
- Boba Fett: Maze Of Deception. 2003.
  - Boba Fett: Das Labyrinth. (Bd. 3), Panini Verlag, Stuttgart 2003, ISBN 3-89748-707-1.
- Boba Fett: Hunted. 2003.
  - Boba Fett: Gejagt. (Bd. 4), Panini Verlag, Stuttgart 2003, ISBN 3-89748-708-X.
- Boba Fett: A New Threat. 2004.
  - Boba Fett: Eine neue Bedrohung. (Bd. 5), Panini Verlag, Stuttgart 2004, ISBN 3-8332-1068-0.
- Boba Fett: Pursuit. 2004.
  - Boba Fett: Auf der Spur. (Bd. 6), Panini Verlag, Stuttgart 2004, ISBN 3-8332-1069-9.

### Adaptionen
- 12 Monkeys. 1995.
  - 12 Monkeys, dt. von Regina Winter; Goldmann, München 1996, ISBN 3-442-43488-2.
- Millennium: The Frenchman. 1997.
  - Millennium: Der Franzose, dt. von Jürgen Heinzerling und Joachim Pente; Droemer Knaur, München 1998, ISBN 3-426-61085-X.
- The X-Files: Fight the Future. 1999.
  - Akte X – Der Film: Fight the Future, dt. von Kim Schwaner; Rowohlt Verlag, Reinbek bei Hamburg 1998, ISBN 3-499-22420-8.
- Anna and the King. 1999.
  - Anna und der König, dt. von Caspar Holz; Droemer Knaur, München 2000, ISBN 3-426-61726-9.
- The Affair of the Necklace. 2003.
  - Die Halsbandaffäre, dt. von Heiner Friedlich; Heyne, München 2003, ISBN 3-453-21061-1.
- Catwoman. 2004